# NFE2
NFE2 (англ. Nuclear factor, erythroid 2) – білок, який кодується однойменним геном, розташованим у людей на короткому плечі 12-ї хромосоми. Довжина поліпептидного ланцюга білка становить 373 амінокислот, а молекулярна маса — 41 473.
| 10         |  | 20         |  | 30         |  | 40         |  | 50         |
| ---------- |  | ---------- |  | ---------- |  | ---------- |  | ---------- |
| MSPCPPQQSR |  | NRVIQLSTSE |  | LGEMELTWQE |  | IMSITELQGL |  | NAPSEPSFEP |
| QAPAPYLGPP |  | PPTTYCPCSI |  | HPDSGFPLPP |  | PPYELPASTS |  | HVPDPPYSYG |
| NMAIPVSKPL |  | SLSGLLSEPL |  | QDPLALLDIG |  | LPAGPPKPQE |  | DPESDSGLSL |
| NYSDAESLEL |  | EGTEAGRRRS |  | EYVEMYPVEY |  | PYSLMPNSLA |  | HSNYTLPAAE |
| TPLALEPSSG |  | PVRAKPTARG |  | EAGSRDERRA |  | LAMKIPFPTD |  | KIVNLPVDDF |
| NELLARYPLT |  | ESQLALVRDI |  | RRRGKNKVAA |  | QNCRKRKLET |  | IVQLERELER |
| LTNERERLLR |  | ARGEADRTLE |  | VMRQQLTELY |  | RDIFQHLRDE |  | SGNSYSPEEY |
| ALQQAADGTI |  | FLVPRGTKME |  | ATD        |  |            |  |            |

A: Аланін

C: Цистеїн

D: Аспарагінова кислота

E: Глутамінова кислота

F: Фенілаланін

G: Гліцин

H: Гістидин

I: Ізолейцин

K: Лізин

L: Лейцин

M: Метіонін

N: Аспарагін

P: Пролін

Q: Глутамін

R: Аргінін

S: Серин

T: Треонін

V: Валін

W: Триптофан

Кодований геном білок за функціями належить до активаторів, фосфопротеїнів. 
Задіяний у таких біологічних процесах, як транскрипція, регуляція транскрипції. 
Білок має сайт для зв'язування з ДНК. 
Локалізований у цитоплазмі, ядрі.